# Oスケール
Oスケール (オースケール・ゼロスケール) は鉄道模型の縮尺と軌間を表す規格呼称のひとつ、もしくは縮尺模型において縮尺を表す呼称である。

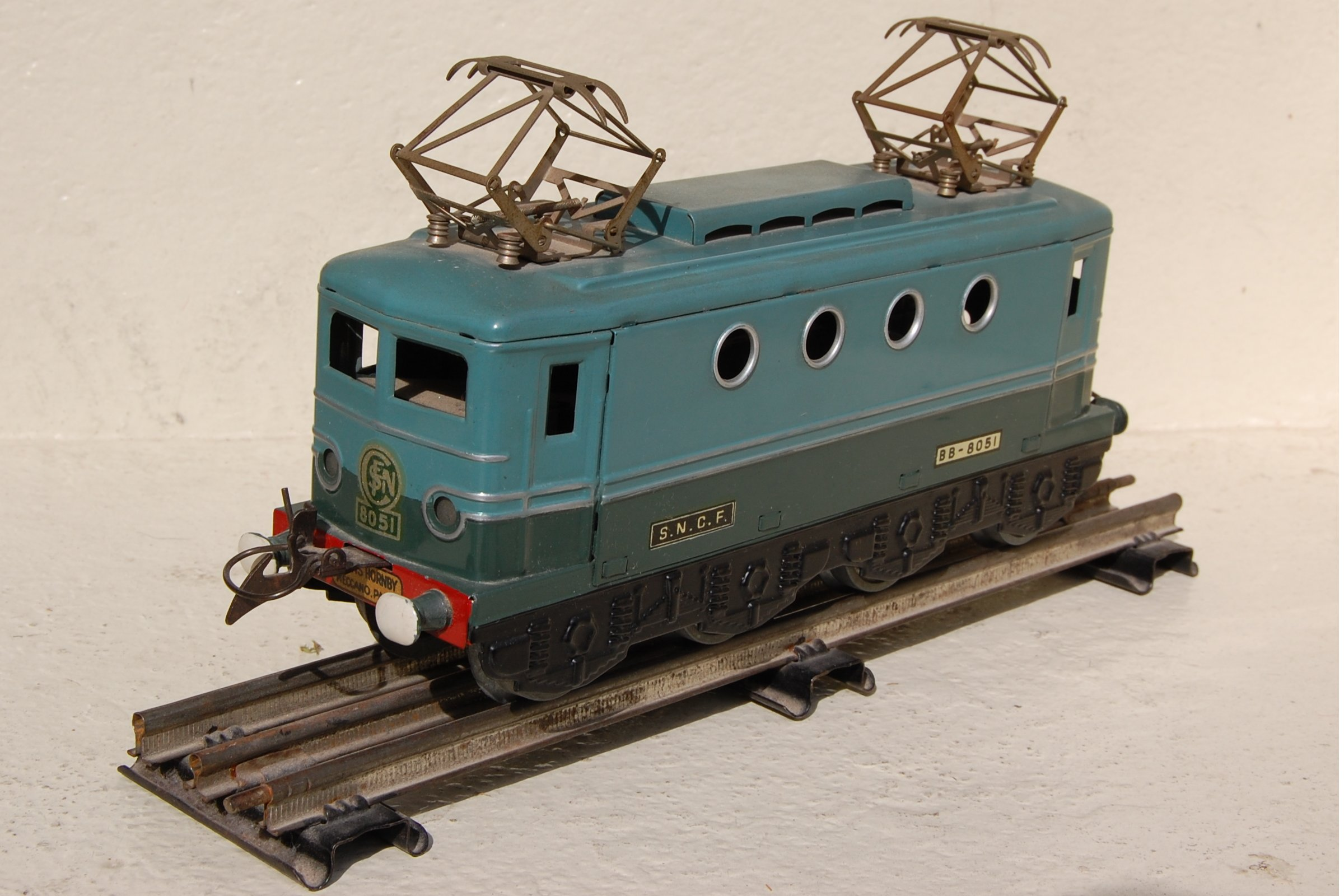
鉄道模型 (Oゲージ)

## 概要
Oゲージ鉄道模型の別称、もしくは縮尺模型に使われているOゲージ相当の縮尺（概ね1/43.5 ［7mmスケール］ - 1/48 ［1/4インチスケール］） をさす。縮尺・呼称は国・地域、メーカー、愛好者団体によって異なり「O」 (オー) または「0」 (ゼロ) と呼称される。鉄道模型のほか自動車模型・ミニカーの分野でも使われる用語である。

### 鉄道模型
鉄道模型ではOスケールは縮尺と軌間を表す規格呼称をさす場合と縮尺をさす場合の二通りの意味がある。
- 縮尺

鉄道模型においてOスケールと呼ばれる縮尺は1/43.5 ・1/45・1/48の三種類ある。
アメリカでは縮尺1/48 (1/4インチスケール) を指して「O Scale」 (オースケール) と呼ぶ事が多い。
ドイツなどヨーロッパ諸国では一般的に採用している縮尺は1/45である。
イギリスでは縮尺1/43.5 を採用し、「7mm Scale」 (7ミリスケール) とも呼ばれる。 
日本では日本型車輛については縮尺1/45を基本縮尺としている。
- 規格

軌間32mm縮尺1/43.5 ・1/45・1/48の鉄道模型をOゲージもしくはOスケールと呼ぶ。
| 規格名 | 軌間 | 縮尺     | 縮尺           | 縮尺 | 縮尺     |
| 規格名 | 軌間 | アメリカ | ヨーロッパ大陸 | 日本 | イギリス |
| ------ | ---- | -------- | -------------- | ---- | -------- |
| O      | 32mm | 1/48     | 1/45           | 1/45 | 1/43.5   |

### 自動車模型・ミニカー
元来Oゲージ鉄道模型のアクセサリーとして作られた自動車模型であったが、現在は鉄道模型から独立した存在となっている。縮尺は1/43から1/50までさまざまである。スロットカーにおいて、この縮尺を採用していたメーカーも存在する。

### プラモデル
スケールモデルにおいては、1フィートを1/4インチとする1/48スケールのプラモデル製品が普及している。